# 西日本旅客鉄道近畿統括本部
西日本旅客鉄道近畿統括本部（にしにほんりょかくてつどうきんきとうかつほんぶ、英: West Japan Railway Company, Kansai Regional Head Office）は、大阪府大阪市淀川区にある西日本旅客鉄道（JR西日本）の組織である。

## 概要
国鉄時代の大阪鉄道管理局・福知山鉄道管理局の大部分と天王寺鉄道管理局・金沢鉄道管理局の一部に相当する（詳細は後述）。
京阪神エリアの業務は、1993年から2010年にかけて京都支社・大阪支社・神戸支社がそれぞれで業務を行っていたが、効率的な組織運営を目指すために企画・立案機能などを移管するとともに、専門スタッフを集約して、技術継承や人材育成を強化するために、2010年12月1日に統合され、発足した。
また新大阪総合指令所も本社鉄道本部から近畿統括本部に移管し、「大阪総合指令所」に名称が変更された。近畿圏を一括して管轄する組織が設けられるのは、列車運行業務に限って所管していた1987年の「近畿圏運行本部」以来となる（その後1993年まで、京阪神エリアは本社直轄となっていた）。なお、京都支社・大阪支社・神戸支社は、近畿統括本部内の組織として存続している。
経営の立て直しを目的とした合理化の一環として、現在は近畿統括本部から独立している福知山支社及び和歌山支社の総務部門を近畿統括本部に集約する（運行部門と窓口は各支社に残す）方針であることが報じられていた。
2022年8月1日のプレスリリースで、正式に10月1日からの組織改編の概要が発表され、京都支社・大阪支社・神戸支社は京滋支社・阪奈支社・兵庫支社に名称を変更、和歌山支社は下部組織として存続、福知山支社は福知山管理部に改編、王寺鉄道部は近畿統括本部直轄に再編されることになった。

## 所在地
- 〒532-0003 大阪府大阪市淀川区宮原4-3-9（新大阪駅前）

## 沿革
- 1987年（昭和62年）
  - 4月1日：大阪鉄道管理局・天王寺鉄道管理局・福知山鉄道管理局の運行部門を統合し、西日本旅客鉄道 近畿圏運行本部発足。
  - 7月13日：信楽線廃止（信楽高原鐵道信楽線に転換）。
  - 10月1日：福知山支店、和歌山支店を新設・分離し、残りの京阪神エリアは本社の鉄道事業本部の直轄とする。
- 1990年（平成2年）4月1日：鍛冶屋線廃線。
- 1993年（平成5年）6月1日：京都支社・大阪支社・神戸支社が発足。これらの支社に本社直轄のエリアを分割承継。
- 2010年（平成22年）12月1日：京都支社・大阪支社・神戸支社を統合して、近畿統括本部が発足[2]。
- 2016年（平成28年）2月28日：東海道本線貨物支線 旧・梅小路駅（京都貨物駅） - 丹波口駅間が廃線[5]。
- 2019年（平成31年）3月16日：おおさか東線 新大阪駅 - 放出駅間が延伸開業[6]。同時に片町線貨物支線 鴫野駅 - 神崎川信号場間が廃線[7]。
- 2022年（令和4年）10月1日：組織改正[4][8][9]。
  - 京都支社・大阪支社・神戸支社をそれぞれ、京滋支社・阪奈支社・兵庫支社に改称する。
  - 福知山支社と和歌山支社を編入。福知山支社を福知山管理部に改編する。

## 事業所
- 近畿総合指令所
- 京滋支社
- 阪奈支社
- 兵庫支社
- 和歌山支社
- 福知山管理部

## 管轄路線
近畿2府4県（大阪府・京都府・兵庫県・奈良県・滋賀県・和歌山県）と三重県の伊賀地方を管轄する。JR西日本では当本部が管轄するエリアのうち、京滋支社、阪奈支社、兵庫支社のエリアを「京阪神エリア」、和歌山支社のエリア「和歌山エリア」、福知山管理部のエリアを「北近畿エリア」と定義している。
- 京都府内の小浜線は東舞鶴を除き金沢支社の管轄。
- 大阪府・京都府・滋賀県内の東海道新幹線（米原 - 新大阪間）はJR東海関西支社の管轄(在来線部分は近畿統括本部)。
- 滋賀県内の東海道本線の一部区間（柏原 - 米原（構内除く）間）はJR東海東海鉄道事業本部の管轄。

### 路線
JR西日本では、営業キロ上での支社境界を駅で区切っているため、該当停車場（駅・信号場など）を境界駅として扱う。なお、路線名の前に◇が付いている線区は全線が近畿統括本部の管轄である。
| JR西日本 近畿統括本部 管轄線区一覧表 | JR西日本 近畿統括本部 管轄線区一覧表              | JR西日本 近畿統括本部 管轄線区一覧表 | JR西日本 近畿統括本部 管轄線区一覧表 | JR西日本 近畿統括本部 管轄線区一覧表 |
| 路線名                               | 区間                                              | 営業キロ                             | 駅数                                 | 備考 |
| ------------------------------------ | ------------------------------------------------- | ------------------------------------ | ------------------------------------ | --- |
| 山陽新幹線                           | （新神戸駅・西明石駅・姫路駅・相生駅）            | -                                    | 1（4）                               | 左記4駅の駅運転・営業業務のみ担当 列車運行・線路設備管理は新幹線鉄道事業本部の管轄                                                                             |
| ◇ 北陸本線                           | 米原駅 - 長浜駅 - 近江塩津駅 - 敦賀駅             | 45.9km                               | 11                                   | 「琵琶湖線」としては長浜駅 - 米原駅 - 京都駅 「JR京都線」としては京都駅 - 大阪駅 「JR神戸線」としては大阪駅 - 神戸駅 - 姫路駅 北方貨物線は定期旅客列車運行なし |
| 東海道本線                           | 米原駅 - 京都駅 - 大阪駅 - 神戸駅                 | 143.6km                              | 52                                   | 「琵琶湖線」としては長浜駅 - 米原駅 - 京都駅 「JR京都線」としては京都駅 - 大阪駅 「JR神戸線」としては大阪駅 - 神戸駅 - 姫路駅 北方貨物線は定期旅客列車運行なし |
| 東海道本線                           | 吹田貨物ターミナル駅 - 福島駅（梅田貨物線）       | (10.0km)                             | 0                                    | 「琵琶湖線」としては長浜駅 - 米原駅 - 京都駅 「JR京都線」としては京都駅 - 大阪駅 「JR神戸線」としては大阪駅 - 神戸駅 - 姫路駅 北方貨物線は定期旅客列車運行なし |
| 東海道本線                           | 吹田貨物ターミナル駅 - 尼崎駅（北方貨物線）       | 12.2km                               | 0                                    | 「琵琶湖線」としては長浜駅 - 米原駅 - 京都駅 「JR京都線」としては京都駅 - 大阪駅 「JR神戸線」としては大阪駅 - 神戸駅 - 姫路駅 北方貨物線は定期旅客列車運行なし |
| 山陽本線                             | 神戸駅 - 姫路駅 - 上郡駅                          | 89.6km                               | 29                                   | 「琵琶湖線」としては長浜駅 - 米原駅 - 京都駅 「JR京都線」としては京都駅 - 大阪駅 「JR神戸線」としては大阪駅 - 神戸駅 - 姫路駅 北方貨物線は定期旅客列車運行なし |
| 山陽本線                             | 兵庫駅 - 和田岬駅（和田岬線）                     | 2.7km                                | 1                                    | 「琵琶湖線」としては長浜駅 - 米原駅 - 京都駅 「JR京都線」としては京都駅 - 大阪駅 「JR神戸線」としては大阪駅 - 神戸駅 - 姫路駅 北方貨物線は定期旅客列車運行なし |
| ◇大阪環状線                          | 天王寺駅 - 大阪駅 - 新今宮駅                      | 20.7km                               | 16                                   | |
| ◇桜島線                              | 西九条駅 - 桜島駅                                 | 4.1km                                | 3                                    | 全区間を「JRゆめ咲線」の愛称で案内 |
| ◇片町線                              | 木津駅 - 京橋駅                                   | 44.8km                               | 22                                   | 当該区間は「学研都市線」の愛称で案内 |
| ◇片町線                              | 神崎川信号場 - 吹田貨物ターミナル駅（城東貨物線） | 3.7km                                | 0                                    | 定期旅客列車の運行なし |
| ◇片町線                              | 正覚寺信号場 - 平野駅（城東貨物線）               | 1.5km                                | 0                                    | 定期旅客列車の運行なし |
| ◇おおさか東線                        | 新大阪駅 - 鴫野駅                                 | 9.4km                                | 4                                    | |
| ◇おおさか東線                        | 放出駅 - 久宝寺駅                                 | 9.2km                                | 6                                    | |
| ◇JR東西線                            | 京橋駅 - 尼崎駅                                   | 12.5km                               | 7                                    | |
| ◇福知山線                            | 尼崎駅 - 福知山駅                                 | 106.5km                              | 28                                   | 「JR宝塚線」の愛称区間は篠山口駅まで。 |
| 関西本線                             | 亀山駅 - 加茂駅 - JR難波駅（亀山駅構内除く）      | 115.0km                              | 31                                   | 「大和路線」としては加茂駅 - JR難波駅 |
| ◇阪和線                              | 天王寺駅 - 和歌山駅                               | 61.3km                               | 33                                   | この本線部のみ「阪和線」と案内 |
| ◇阪和線                              | 鳳駅 - 東羽衣駅（羽衣線）                         | 1.7km                                | 1                                    | |
| ◇関西空港線                          | 日根野駅 - 関西空港駅                             | 11.1km                               | 2                                    | |
| 紀勢本線                             | 新宮駅 - 和歌山駅 - 和歌山市駅                    | 204.0km                              | 56                                   | 「きのくに線」としては新宮駅 - 和歌山駅 |
| 山陰本線                             | 京都駅 - 居組駅                                   | 204.2km                              | 50                                   | 「嵯峨野線」としては京都駅 - 園部駅 |
| ◇奈良線                              | 京都駅 - 木津駅                                   | 34.7km                               | 17                                   | |
| ◇湖西線                              | 山科駅 - 近江塩津駅                               | 74.1km                               | 19                                   | |
| ◇草津線                              | 柘植駅 - 草津駅                                   | 36.7km                               | 9                                    | |
| ◇桜井線                              | 奈良駅 - 高田駅                                   | 29.4km                               | 12                                   | 全区間を「万葉まほろば線」の愛称で案内 |
| ◇和歌山線                            | 王寺駅 - 和歌山駅                                 | 87.5km                               | 34                                   | |
| ◇加古川線                            | 加古川駅 - 谷川駅                                 | 48.5km                               | 19                                   | |
| 姫新線                               | 姫路駅 - 上月駅                                   | 50.9km                               | 12                                   | |
| ◇舞鶴線                              | 綾部駅 - 東舞鶴駅                                 | 26.4km                               | 5                                    | |
| ◇播但線                              | 姫路駅 - 和田山駅                                 | 65.7km                               | 16                                   | |
| 赤穂線                               | 相生駅 - 寒河駅（寒河駅構内除く）                 | 19.6km                               | 5                                    | |
| 合計                                 | 合計                                              | 1,577.2km                            | 501                                  | |

駅数とキロ程についての注釈
1. ↑  カッコ内は在来線併設駅を含めた駅数。
2. ↑  東海道本線と接続する米原駅は含まない。
3. ↑  JR西日本としての営業キロ設定なし。「はるか」などの当該路線を経由する列車は、大阪駅を経由したものとして運賃を計算する。
4. ↑  本線と接続する吹田貨物ターミナル駅と新大阪駅、大阪環状線と接続する福島駅ともに含まず、それ以外の途中駅も存在しない。
5. ↑  支線分岐駅である吹田貨物ターミナル駅と尼崎駅ともに含まず、途中駅も存在しない。
6. ↑  東海道本線と接続する神戸駅は含まない。
7. ↑  支線分岐駅である兵庫駅は含まない。
8. ↑  関西本線と並行する新今宮駅 - 天王寺駅間1.0kmは、JR西日本の公称上の営業キロでは二重計上されない。
9. ↑  関西本線と接続する天王寺駅と今宮駅、東海道本線と接続する大阪駅は含まない。ただし、新今宮駅は含む。
10. ↑  大阪環状線と接続する西九条駅は含まない。
11. ↑  関西本線と接続する木津駅、大阪環状線と接続する京橋駅は含まない。
12. ↑  東海道本線と接続する吹田貨物ターミナル駅はJR貨物の駅であるため計上されず、途中駅も存在しない。
13. ↑  平野駅は関西本線の駅として計上され、途中駅も存在しない。
14. 1 2  片町線と並行する鴫野駅 - 放出駅間1.6kmは、JR西日本の公称上の営業キロでは二重計上されない。
15. ↑  東海道本線と接続する新大阪駅、片町線と接続する鴫野駅は含まない。
16. ↑  片町線と接続する放出駅、関西本線と接続する久宝寺駅は含まない。
17. ↑  大阪環状線と接続する京橋駅、東海道本線と接続する尼崎駅は含まない。
18. ↑  東海道本線と接続する尼崎駅、山陰本線と接続する福知山駅は含まない。
19. ↑  大阪環状線と接続する新今宮駅は含まない。ただし、天王寺駅と今宮駅は含む。
20. ↑  関西本線と接続する天王寺駅、紀勢本線と接続する和歌山駅は含まない。
21. ↑  支線分岐駅である鳳駅は含まない。
22. ↑  阪和線と接続する日根野駅は含まない。
23. ↑  東海道本線と接続する京都駅は含まない。
24. ↑  東海道本線と接続する京都駅、関西本線と接続する木津駅は含まない。
25. ↑  東海道本線と接続する山科駅、北陸本線と接続する近江塩津駅は含まない。
26. ↑  関西本線と接続する柘植駅、東海道本線と接続する草津駅は含まない。
27. ↑  関西本線と接続する奈良駅、和歌山線と接続する高田駅は含まない。
28. ↑  関西本線と接続する王寺駅、紀勢本線と接続する和歌山駅は含まない。
29. ↑  山陽本線と接続する加古川駅、福知山線と接続する谷川駅は含まない。
30. ↑  山陽本線と接続する姫路駅は含まない。
31. ↑  山陰本線と接続する綾部駅は含まない。
32. ↑  山陽本線と接続する姫路駅、山陰本線と接続する和田山駅は含まない。
33. ↑  山陽本線と接続する相生駅は含まない。

なお、日本国有鉄道（国鉄）時代の管轄は次のとおりであった。
大阪鉄道管理局
- 東海道本線：現在の近畿統括本部管内全区間（ただし米原駅構内は民営化直前まで名古屋局）
- 山陽本線：現在の近畿統括本部管内全区間
- 大阪環状線：寺田町駅 - 大阪駅 - 西九条駅間
- 桜島線：全線
- 片町線：木津駅を除く全線
- 福知山線：尼崎駅 - 新三田駅間
- 山陰本線：京都駅 - 保津峡駅間
- 湖西線：近江塩津駅を除く全線
- 加古川線：谷川駅を除く全線
- 姫新線：姫路駅 - 上月駅間
- 赤穂線：相生駅 - 天和駅間
- 播但線：姫路駅 - 仁豊野駅間

このほか、本社直轄時代に廃止された鍛冶屋線も大阪局の管轄であった。

天王寺鉄道管理局
- 大阪環状線：弁天町駅 - 新今宮駅 - 天王寺駅間
- 関西本線：亀山駅 - 湊町駅（現在のJR難波駅）間（亀山駅構内は国鉄民営化直前に名古屋局に移管）
- 阪和線：全線
- 奈良線：京都駅を除く全線
- 草津線：草津駅を除く全線
- 桜井線：全線
- 和歌山線：全線
- 紀勢本線：新宮駅 - 和歌山市駅間（和歌山市駅構内は南海電気鉄道管轄）。

以上の路線群に、現在はJR東海東海鉄道事業本部のエリアとなった紀勢本線新宮駅以東・参宮線・名松線、近畿圏運行本部時代に第三セクターへ転換された信楽線を加えると、天王寺鉄道管理局のエリアに一致する。このうち、JR東海のエリアとなった区間は、国鉄民営化直前に名古屋局に移管されている。

福知山鉄道管理局
山陰本線：馬堀駅 - 居組駅間
舞鶴線：全線
福知山線：広野駅 - 福知山駅間
播但線：香寺駅 - 和田山駅間
以上の路線網に、金沢支社が管轄する小浜線の東舞鶴駅 - 松尾寺駅間、近畿圏運行本部時代に第三セクターへ転換された宮津線を加えると福知山鉄道管理局のエリアに一致する。

その他
- 北陸本線は近江塩津駅以南も含めて金沢鉄道管理局管内（名古屋局管轄の米原駅を除く）。
- 赤穂線の備前福河駅は岡山鉄道管理局管内。

## 車両工場・車両基地
- 吹田総合車両所「近スイ」（旧吹田工場）
  - 森ノ宮支所「近モリ」（旧森ノ宮電車区）
  - 奈良支所「近ナラ」（旧奈良電車区）
    - 王寺派出所

  - 日根野支所「近ヒネ」（旧日根野電車区）
    - 鳳派出所
    - 新在家派出所（旧日根野電車区新在家派出所←旧新和歌山車両センター）
    - 紀伊田辺派出所

  - 京都支所「近キト」（旧京都総合運転所）
    - 亀山派出所（旧亀山鉄道部）

  - 福知山支所「近フチ」
    - 豊岡派出所
- 網干総合車両所「近ホシ」（旧網干電車区）
  - 明石支所「近アカ」（旧明石電車区）
    - 放出派出所（旧森ノ宮電車区放出派出←旧淀川電車区）
    - 高槻派出所（旧吹田工場高槻派出所←旧高槻電車区）
    - 加古川派出所（旧加古川鉄道部）

  - 宮原支所「近ミハ」（旧宮原総合運転所）
    - 野洲派出所（旧京都総合運転所野洲派出所←旧野洲電車区）
    - 米原派出所（旧京都総合運転所米原派出所）

  - 余部派出所「近ヨへ」（旧姫路鉄道部）
- 梅小路運転区「梅」

## 設備保守区所

### 保線区
- 京都保線区（担当線区 : 東海道本線 南草津駅 - 桂川駅（両端駅構内除く）、奈良線 京都駅 - 玉水駅、山陰本線 京都駅 - 船岡駅（構内除く））[22]
- 高槻保線区（担当線区 : 東海道本線 西大路駅 - 東淀川駅（両端駅構内除く））[22]
- 草津保線区（担当線区 : 東海道本線 醒ケ井駅 - 瀬田駅（両端駅構内除く）、北陸本線 米原駅 - 高月駅（構内除く）、草津線 柘植駅構内除く全線）[22]
- 湖西保線区（担当線区 : 北陸本線 河毛駅 - 新疋田駅（両端駅構内除く）、湖西線全線）[22]
- 大阪保線区（担当線区 : 東海道本線 吹田駅 - 立花駅（両端駅構内除く）および梅田貨物線・北方貨物線、おおさか東線 新大阪駅 - 南吹田駅、福知山線 尼崎駅 - 広野駅（構内除く）、片町線 城東貨物北連絡線区間）[22]
- 天王寺保線区（担当線区 : 大阪環状線全線（梅田貨物線の合流部含む）、桜島線全線、おおさか東線 南吹田駅 - 久宝寺駅、関西本線 八尾駅（構内除く） - JR難波駅、片町線 四条畷駅 - 京橋駅および城東貨物南連絡線、JR東西線 尼崎駅構内除く全線、阪和線 天王寺駅 - 美章園駅（構内除く））[22]
- 大和路線保線区（担当線区 : 関西本線 亀山駅 - 久宝寺駅（両端駅構内除く）、奈良線 玉水駅 - 木津駅、片町線 木津駅 - 四条畷駅）[22]
- 阪和線保線区（担当線区 : 阪和線 天王寺駅 - 長滝駅（両端駅構内除く）および羽衣線、関西空港線 りんくうタウン駅構内除く全線）[22]
- 神戸保線区（担当線区 : 東海道本線 尼崎駅（構内除く） - 神戸駅、山陽本線 神戸駅 - 塩屋駅（構内除く）および和田岬線）[22]
- 加古川保線区（担当線区 : 山陽本線 須磨駅 - ひめじ別所駅（両端駅構内除く）、加古川線 谷川駅構内除く全線）[22]
- 姫路保線区（担当線区 : 山陽本線 曽根駅 - 三石駅（両端駅構内除く）、赤穂線 相生駅 - 寒河駅（構内除く）、姫新線 姫路駅 - 美作土居駅（構内除く））[22]

### 建築区
- 京都建築区
- 大阪建築区
- 神戸建築区

### 機械区
- 京都機械区
- 大阪機械区
- 神戸機械区

### 土木技術センター
- 京都土木技術センター
- 大阪土木技術センター
- 神戸土木技術センター

### 電力技術センター・電力区
- 大阪電力技術センター
  - 大阪電力区
  - 天王寺電力区
  - 奈良電力区（旧奈良電気区・電力）
- 京都電力技術センター
  - 京都電力区
  - 高槻電力区
  - 草津電力区（旧草津電気区・電力）
  - 湖西電力区（旧湖西電気区・電力）
- 神戸電力技術センター
  - 神戸電力区
  - 加古川電力区（旧加古川電気区・電力）
  - 姫路電力区（旧姫路電気区・電力）

### 信号通信技術センター・信号通信区
- 大阪信号通信技術センター
  - 大阪信号通信区
  - 天王寺信号通信区
  - 奈良信号通信区（旧奈良電気区・信号通信）
- 京都信号通信技術センター
  - 京都信号通信区
  - 高槻信号通信区
  - 草津信号通信区（旧草津電気区・信号通信）
  - 湖西信号通信区（旧湖西電気区・信号通信）
- 神戸信号通信技術センター
  - 神戸信号通信区
  - 加古川信号通信区（旧加古川電気区・信号通信）
  - 姫路信号通信区（旧姫路電気区・信号通信）

### 電気区
- 草津電気区
- 湖西電気区
- 奈良電気区
- 加古川電気区
- 姫路電気区

### その他の区所
- 王寺鉄道部
- 亀山鉄道部
- 大阪乗車券管理センター
- 大阪事業所
- 大阪指定席計画（JR東日本やJR東海の『マルス指令』に相当する部署）
- 曽根事業所

## 指令所
- 近畿総合指令所(元大阪総合指令所)
  - 大阪指令所
  - 和歌山指令所
  - 福知山指令所
  - 加古川指令所
  - 姫路指令所
  - 関西空港指令所

※各指令所は近畿総合指令所の傘下に置かれている。